# Joanna Hoffman
Joanna Karine Hoffman (27 de julio de 1955) es una ejecutiva de marketing estadounidense nacida en Polonia. Es miembro del equipo original de los creadores de las computadoras Apple Macintosh y NeXT, y desde 2020 es asesora de la empresa española en inteligencia artificial Sherpa  y de su CEO Xabi Uribe-Etxebarria.

## Educación
Nacida en Polonia, es hija del director de cine polaco Jerzy Hoffman y de Marlena Nazarian (Armenia), se muda con su madre a Estados Unidos en 1967.  Estudió en la universidad temas como antropología, física y lingüística, y obtuvo un grado de ciencias y humanidades en el MIT. Comenzó el doctorado en arqueología en la Universidad de Chicago pero no llegó a terminarlo.

## Carrera profesional
Fue invitada por sus compañeros de la Universidad de Chicago a una conferencia del Xerox PARC en California con Jef Raskin. Al finalizar la conferencia la joven estudiante tuvo una conversación con Raskin, quedando este último impresionado y le ofreció un puesto en Apple. Comenzó a trabajar en el proyecto Macintosh en octubre de 1980, cuando la Mac era solo un proyecto de investigación. Su trabajo consistió en la completa dirección del equipo de mercadotecnia de la Mac, además de escribir el primer borrador del manual de usuario de la interfaz gráfica. Su equipo de trabajo logró llevar la Mac a Europa y Asia.  En Mac se la conocía como la conciencia de la compañía.
En 1985 dejó la compañía y, junto a Steve Jobs, formó parte del equipo inicial de Next. Desde 1990 hasta 1995 Hoffman fue vicepresidenta de marketing de General Magic y ocasionalmente daba conferencias sobre su vida de trabajo en con Apple y Steve Jobs.
En 2020 fue contratada por la empresa española de inteligencia artificial Sherpa como asesora personal de su CEO Xabi Uribe Etxebarria.

### En la cultura popular
La actriz Abigail McConnell interpretó a la informática en la película Jobs estrenada en 2013 y en 2015 fue interpretada por la actriz británica Kate Winslet en la película Steve Jobs dirigida por Danny Boyle.